# Hàn siêu âm
Hàn siêu âm là công nghệ hàn tương đối mới, được Robert Soloff và Seymour Linsley phát minh vào năm 1965, dùng để hàn các sản phẩm nhựa có cấu trúc vô định hình (amorphous) với nhiệt độ nóng chảy thấp. Hàn siêu âm là một quá trình hàn được thực hiện bởi dao động có biên độ thấp (0,0003" - 0.01") và tần số cao (20 - 40KHz). Một phần của sự dao động đi vào chu kỳ biến dạng các bộ phận và phần còn lại được tiêu tan ở nhiệt dẻo như nhiệt do ma sát giữa các phân tử. Bề mặt gồ ghề tại giao diện sẽ biến dạng nhất, chúng nóng lên và tan chảy dưới áp lực, cho phép khuếch tán xảy ra, củng cố quá trình làm lạnh và tạo thành một liên kết ràng buộc.
Để hàn siêu âm chúng ta cần có:
1. Nguồn phát siêu âm (ultrasonic generator) phát ra tín hiệu dao động điện với tần số trong khoảng 20 – 40 KHz từ nguồn điện 220V/50 Hz. Các xung điện này được cấp vào Bộ chuyển đổi bao gồm các miếng gốm áp điện được ghép phân cực với nhau.
2. Gốm áp điện có tác dụng chuyển đổi các xung điện thành các xung cơ học dao động cùng tần số.
3. Bộ khuếch đại
4. Khuôn hàn, tùy thuộc vào sản phẩm cần hàn mà hình dạng khuôn hàn có thể tròn, chữ nhật hoặc hình dạng phức tạp.
Ưu điểm của hàn siêu âm đó là một công nghệ sạch, tiêu tốn ít năng lượng, năng suất cao, không cần công nhân trình độ cao, và đặc biệt có thể tự động hóa dễ dàng.